# Quirine Viersen

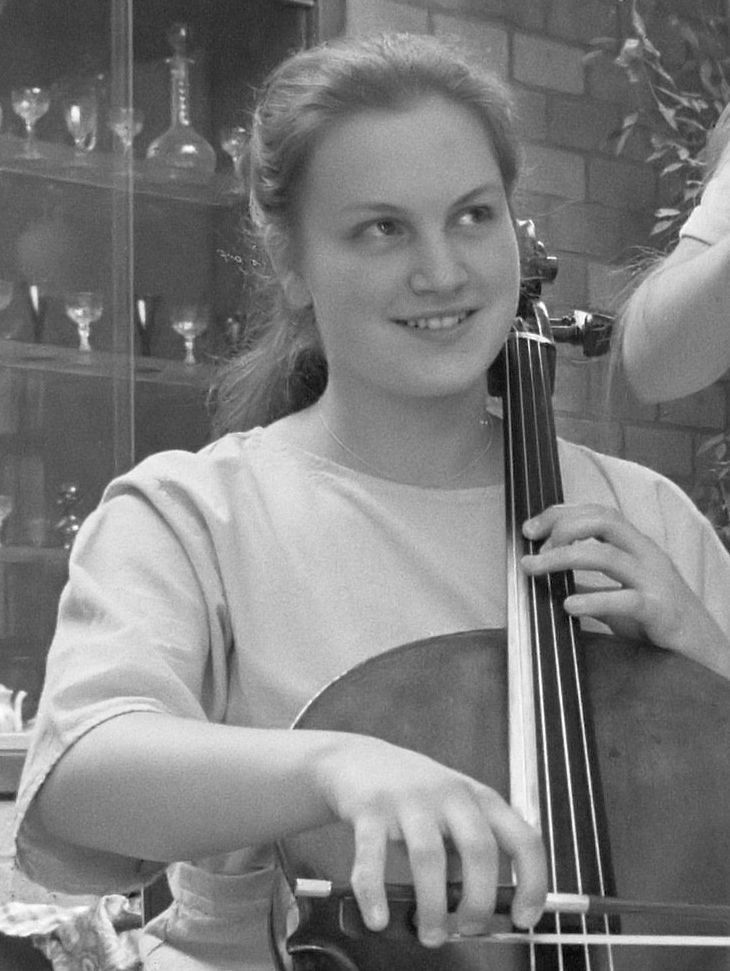
Quirine Viersen (1988)

Quirine Viersen (* 1972) ist eine niederländische Cellistin. Sie ist die Schwester der Geigerin Saskia Viersen und die Tochter von Yke Viersen, Cellist im Concertgebouw-Orchester Amsterdam.

## Ausbildung
Den ersten Unterricht erhielt Viersen von ihrem Vater Yke Viersen. Dann studierte sie Cello am Konservatorium Amsterdam, zu Beginn bei Jean Decroos und später bei Dmitri Ferschtman. Das Studium bei Heinrich Schiff an der Universität Mozarteum in Salzburg schloss sie 1997 ab.

## Aktivitäten

### Solo
Viersen war Solistin bei allen wichtigen niederländischen Symphonieorchestern und bei großen internationalen Orchestern, darunter: Concertgebouw-Orchester mit Herbert Blomstedt und Bernard Haitink, Hessisches Rundfunkorchester mit Hugh Wolff, St. Petersburger Philharmonisches Orchester unter Leitung von Valery Gergjev, Tokyo Metropolitan Symphony Orchestra mit Jean Fourmet, Wiener Philharmoniker mit Zubin Mehta, Israel Philharmonic Orchestra mit Georges Pehlivanian, Symfonie Orkest Vlaanderen, Limburgs Symfonieorkest, Malmö Symfony Orchestra unter Leitung von Lawrence Renes, Orkest van het Oosten, das Hagen Orchester, Koninklijk Filharmonisch Orkest Vlaanderen, Orquestra Sinfônica do Estado de São Paulo, Orquesta Nacional de México, Ulster Orchestra unter Leitung von Kenneth Montgomery, Combattimento Consort mit Jan Willem de Vriend. Viersen spielte 2006 die Cellosuiten von Johann Sebastian Bach zur Aufführung des Nationalballetts mit einer neuen Choreografie von Krzysztof Pastor.

### Kammermusik
Viersen war Gast an Festivals: Delft Chamber Music Festival, Klangspuren Festival in Schwaz, die Mondseetage und die Salzburger Festspiele. Seit 1996 bildet sie ein festes Duo mit der Pianistin Silke Avenhaus. Mit ihr hat sie einige CDs aufgenommen mit Werken von bekannten und weniger bekannten Komponisten. Sie erweiterte das Duo zu einem Klavierquartett mit Benjamin Schmid und Hanna Weinmeister. Das Quartett tritt im Saal des Concertegebouw Orkest und De Oosterpoort in Groningen.

### CD-Aufnahmen
Viersen machte neben anderen auch Aufnahmen mit der Pianistin Silke Avenhaus, mit dem Koninklijk Filharmonisch Orkest Vlaanderen (Cellokonzert von Reinhold Glière) und dem Combattimento Consort Amsterdam (Cellokonzerte Joseph Haydn).

## Preise und Ehrungen
Viersen gewann Preise an verschiedenen internationalen Wettbewerben: Rostropovitch Concours 1990 in Paris, International Celloo Competition 1991 in Helsinki. 1994 gewann sie an der „Competition X“ als erste Niederländerin einen Preis bei der Tchaikovsky Competition in Moskau. Viersen gewann den Credit Suisse Young Artist Award 2000. Mit diesem Preis war ein Konzert verbunden mit den Wiener Philharmonikern unter Leitung von Zubin Mehta während des Lucerne Festival 2000.

## Aktuelle Projekte
In der laufenden Saison 2007/2008 spielt sie mit dem Residentie Orkest, Rotterdams Philharmonisch Orkest, C.Ph.E. Bach Orchester, Ulster Orchestra, Aarhus Symphony Orchestra und St. Petersburg Philharmonic Orchestra. Für Kammermusik tritt sie auf mit Severin von Eckardstein, Silke Avenhaus, Antje Weithaas und Peter Wispelwey.

## Instrument
Quirine Viersen spielt auf einem Cello von Joseph Guarnerius Filius Andreae aus dem Jahre 1715, welches ihr von der Nationalen Niederländischen Musikinstrumentenstiftung zur Verfügung gestellt wurde.